# وزارة حمدي الباجه جي الأولى
وزارة حمدي الباجه جي الأولى هي الحكومة العراقية الثالثة والثلاثون، خلفت هذه الوزارة وزارة نوري السعيد الثامنة.
تشكلت الوزارة في 4 حزيران 1944، واستمرت إلى 29 آب 1944، وتشكلت بعدها وزارة حمدي الباجه جي الثانية.

## التشكيلة الوزارية
تكونت الوزارة من الوزراء أدناه:
- رئيس الوزراء: حمدي الباجه جي
- وزير الدفاع: تحسين علي ثم أرشد العمري
- وزير الخارجية: أرشد العمري، وكذلك وزير التموين
- وزير الداخلية: مصطفى العمري
- وزير المالية: صالح جبر
- وزير العدلية: أحمد مختار بابان
- وزير الأشغال والمواصلات: عبد الأمير الأزري ثم تحسين علي
- وزير المعارف: إبراهيم عاكف الآلوسي
- وزير الاقتصاد: توفيق وهبي
- وزير الشؤون الاجتماعية: محمد حسن عبد القادر كبة